# ثنائي بوتيل الفثالات
ثنائي بوتيل الفثالات (DBP) هو مركب عضوي زيتي القوام، صيغته C6H4(CO2C4H9)2، يستخدم بشكل شائع كمذيب، وملدن بسبب سميته المنخفضة، عديم اللون والرائحة، على الرغم من أن العينات التجارية غالبًا ما تكون صفراء.

## أنظر أيضا
- حمض الفثاليك
- فثالات
- طلاء الأظافر